# Unterlödla
Unterlödla ist ein Ortsteil von Lödla im Landkreis Altenburger Land in Thüringen.

## Geografie

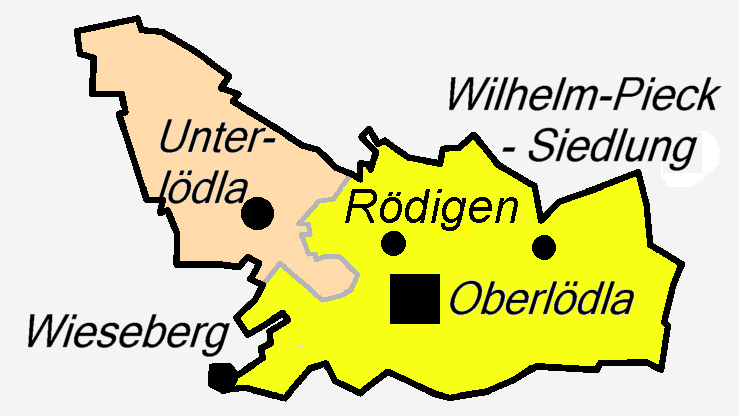
Lage von Unterlödla in der Gemeinde Lödla

Der Weiler liegt linksseitig des Gerstenbachs, umgeben von Feldern des Altenburg-Zeitzer Lößhügellandes. Das Stadtzentrum der Kreisstadt Altenburg liegt 5 km östlich des Ortes.
Umliegende Orte sind im Uhrzeigersinn im Norden Rositz, im Osten und Südosten Rödigen und Oberlödla als Ortsteile der Gemeinde Lödla, im Südwesten Wiesenmühle und im Westen Kröbern, beide sind Ortsteile der Gemeinde Monstab.

## Geschichte
Bei Planierungsarbeiten nordöstlich des Ortes in Richtung Rositz wurde ein jungsteinzeitliches Grab gefunden, welches rund 4000 Jahre alt ist. Am gleichen Standort wurden Gefäßreste aus dem 6. und 5. Jahrhundert vor unserer Zeit gefunden.
Erstmals urkundlich erwähnt wurde Unterlödla – als „inferiori Lidelowe“ – in einer Urkunde vom 3. Juli 1277 des Altenburger Burggrafen Albrecht III, beide Lödla-Orte zählten zur Lehnsherrschaft der Burggrafen von Altenburg. Durch gezielte Landerwerbungen des Klosters Buch bei Leisnig erhielt dieses Kloster in Unterlödla einen Landbesitz von sieben Hufen, ab 1291 existierte im Ort ein Wirtschaftshof des Klosters, der 1501 abbrannte. Das Altenburger Maria-Magdalenen-Kloster besaß in Unterlödla Grundbesitz in Form von Gärten und Feldern, die im Jahr 1300 ebenfalls dem Kloster Buch übergeben wurden. Der Deutsche Orden war im Altenburger Gebiet durch zahlreichen Grundbesitz und Einkünfte vertreten, die Altenburger Ordensritter tauschten mit Zustimmung des Landkomthurs Gottfried von Körner der Thüringer Ordensballei Besitz und Rechte des Altenburger Ordenshauses in Unterlödla mit dem Kloster Buch, das nun über den größten Teil von Unterlödla verfügte.
Die Bewirtschaftung des Klosterbesitzes im Ort erfolgte seit dem 15. Jahrhundert durch die Familie von Dannenheim, die den ehemaligen Klosterhof als Landgut nutzten. Durch Brandstiftung wurde der Hof im Jahr 1501 zerstört. Die Adelsfamilie gab das Gut auf, die Klosterverwaltung verkaufte den Besitz im Folgejahr an einen vermögenden Bauern aus Dobitschen. Mit Zustimmung des Abtes Anthonius wurde das Gut aufgeteilt. Nach der Reformation und der Säkularisation des Klosters Buch gelangten beide Gutshöfe 1596 wieder in die Hand von Landadeligen, durch häufige Besitzwechsel mit Umbauten und Reparaturen blieben beide Güter bis in die Gegenwart erhalten. Auf dem Anwesen wurde ein Autohaus errichtet. Durch die Einpfarrung von Unterlödla in die Parochie Oberlödla 1697 wurde die Kirche St. Marien in Oberlödla im Jahr 1698 wesentlich umgebaut und erhielt so ihr heutiges barockes Aussehen.
Seit dem 16. Jahrhundert gehörte Unterlödla zum wettinischen Amt Altenburg, welches aufgrund mehrerer Teilungen im Lauf seines Bestehens unter der Hoheit folgender Ernestinischer Herzogtümer stand: Herzogtum Sachsen (1554 bis 1572), Herzogtum Sachsen-Weimar (1572 bis 1603), Herzogtum Sachsen-Altenburg (1603 bis 1672), Herzogtum Sachsen-Gotha-Altenburg (1672 bis 1826). Bei der Neuordnung der Ernestinischen Herzogtümer im Jahr 1826 kam der Ort wiederum zum Herzogtum Sachsen-Altenburg. Nach der Verwaltungsreform im Herzogtum gehörte Unterlödla bezüglich der Verwaltung zum Ostkreis (bis 1900) bzw. zum Landratsamt Altenburg (ab 1900).
Seit 1918 lag Unterlödla im Freistaat Sachsen-Altenburg, der 1920 im Land Thüringen aufging. 1922 wurde der Ort dem Landkreis Altenburg zugeteilt. Am 1. Juli 1950 erfolgte der Zusammenschluss von Unterlödla und Oberlödla zur Gemeinde Lödla.